# ブリストー方面作戦

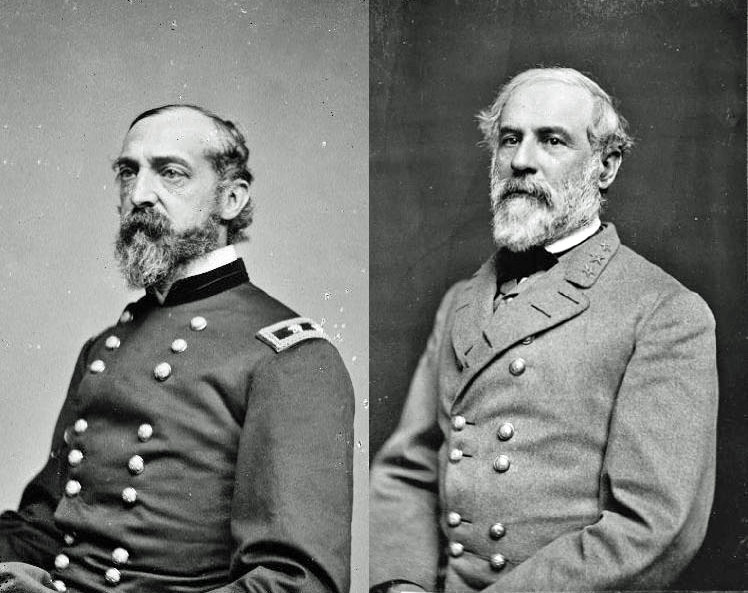
両軍の指揮官、ミード（左）とリー

ブリストー方面作戦（ブリストーほうめんさくせん、英:Bristoe Campaign）は、1863年10月と11月に、南北戦争東部戦線のバージニア州で戦われた一連の戦闘である。北軍ポトマック軍の指揮官ジョージ・ミード少将は、南軍ロバート・E・リー将軍の北バージニア軍を破ろうとして不成功に終わった。ポトマック軍が遂行した全ての方面作戦の中で、この作戦は最も目立たないものである。

## 背景
7月のゲティスバーグの戦い後、リーはポトマック川を越えてバージニア州に撤退し、オレンジ郡のラピダン川の背後に軍を集結させた。ミードはリー軍を攻撃的に追撃せず打ち破ることができなかったために多くの者から批判された。これを正すためにバージニアでの新しい攻撃作戦を考えた。
9月初旬、リーはジェイムズ・ロングストリート軍団の2個師団をジョージア州の南軍を補強するために派遣した。ミードはロングストリートがいなくなってリー軍の戦力が弱まったことを知り、この機会を捉えようとした。8月にはラッパハノック川まで進軍し、9月13日、強い部隊を押し出してラピダン川に沿うリー軍に対決させ、カルペパー・コートハウスの戦いに続いてカルペパーを占領した。ミードはその勢力的優位さを利用して、その年の春のチャンセラーズヴィルの戦いでジョセフ・フッカー少将が立てた作戦に類似する広く回り込む作戦を立てた。しかし、9月24日、北軍は西部戦線のチカマウガの戦いでの敗北のために第11軍団と第12軍団をテネシー州チャタヌーガに派遣しなければならなくなり、南軍と同様に戦力が減った。
リーは北軍の軍団が減ったことを知り、10月初めに残された2個軍団でシーダー山を回りこむ攻撃的な動きを始め、ミード軍の右翼に回ろうとした。ミードはまだ勢力的に勝っていたにも拘らず、そのポトマック軍にオレンジ・アンド・アレクサンドリア鉄道の路線まで後退することを命じた。

## 戦闘
ブリストー方面作戦では次の戦闘が行われた。

### 第一次オーバーンの戦い（1863年10月13日）
J・E・B・スチュアート少将はいつものごとく、輜重隊を捕まえるための襲撃を行い、ウォーレントンの近くで北軍第3軍団の後衛に迷い込んだ。リチャード・イーウェル中将の軍団がスチュアート隊の救援に送られたが、スチュアートは第3軍団が気付かずに立ち去るまで樹木の多い峡谷にその騎馬兵を隠し、支援は不要になった。

### 第二次オーバーンの戦い（10月14日）
北軍がマナサスの鉄道結節点まで退いたので、ミードはこの地域であった以前の戦闘でジョン・ポープやジョセフ・フッカーが陥った性質の包囲されることを避けるために西側の側面を注意深く守った。ガバヌーア・ウォーレン少将の第2軍団に所属する複数の旅団がスチュアートの騎兵隊とハリー・ヘイズ准将師団の歩兵隊とオーバーンの近くで後衛戦を行った。スチュアートの騎兵隊は大胆にウォーレンの歩兵隊を翻弄し惨劇は避けられた。第2軍団はオレンジ・アンド・アレクサンドリア鉄道のカトレット駅まで押し出した。

### ブリストー駅の戦い（10月14日）
A・P・ヒル中将軍団はブリストー駅で撤退する北軍の2個軍団と遭遇し、適当な偵察もないままに攻撃を掛けた。北軍第2軍団の兵士はオレンジ・アンド・アレクサンドリア鉄道の盛り土の背後に陣取り、ハリー・ヘイズ准将師団の2個旅団を潰し、砲兵1個大隊を捕獲した。ヒルは戦線を補強したが決死の防御を行っている北軍兵に対してほとんど前進できなかった。ミードはこの勝利の後で、妨害も無くセンタービルまでの撤退を続けた。リー軍のブリストーでの攻勢は早過ぎる中断になってしまった。ミードは防御を固め、リー軍は物資が尽き掛けていた。マナサスとセンタービルでの小競り合いの後で、南軍はオレンジ・アンド・アレクサンドリア鉄道を破壊しながら、緩りとラッパハノック川まで退いた。ミードは総司令官のヘンリー・ハレックからリー軍を追撃するよう圧力を掛けられていたが、軍の背後にある鉄道路線を敷き直すためにおよそ1ヶ月を要した。

### バックランドミルズの戦い（10月19日）
ブリストー駅での敗北と頓挫したセンタービルでの行軍の後で、スチュアートの騎兵隊はマナサスの鉄道結節点近辺からリー軍が撤退するのを遮蔽した。北軍ジャドソン・キルパトリック准将の騎兵隊がウォーレントン・ターンパイクに沿ってスチュアートの騎兵隊を追撃したが、チェストナットヒル近くで待ち伏せに遭い、撃退された。北軍の騎兵は散り散りになって5マイル (8 km)も追いかけられ、この時のことは後に「バックランド・レイシズ」と呼ばれるようになった。

### 第二次ラッパハノック駅の戦い（11月7日）
リー軍はラッパハノック川背後の元の場所に戻ったが、北岸に要塞化された橋頭堡を残し、ケリーの浅瀬への接近から守っていた。11月7日、ミードは2箇所でラッパハノック川を押し渡ろうとした。ジョン・セジウィック少将の第6軍団による夕暮れの急襲で南軍ラッパハノック駅の橋頭堡を圧倒し、ジュバル・アーリー少将の師団から2個旅団（1,600名以上）を捕虜にした。ケリーの浅瀬での戦闘は厳しいものではなかったが、南軍は撤退し、北軍が力で渡河することを許した。

## 戦いの後
リー軍はカルペパー周辺の冬季宿営地に行こうとしていたが、その代わりにラピダン川の南オレンジ郡に撤退した。ポトマック軍はブランディ駅やカルペパー郡の近辺を占領した。リーとその士官達は成功できなかったことで嫌気が差した。
ブリストー方面作戦の5つの戦いの結果、両軍合わせて3,910名の損失が出たが、これには南軍が捕虜にされた1,600名が入っている。この方面作戦の後、11月遅くにマイン・ランの戦いがあり、やはり決着が付かなかった。